# Krzak (stacja kolejowa)
Krzak – stacja kolejowa w Wólce Nieliskiej, w gminie Nielisz, w powiecie zamojskim, w województwie lubelskim, w Polsce. Od 2011 roku przez stację kursują autobusy szynowe uruchomione przez spółkę Polregio (wówczas Przewozy Regionalne). Jeżdżą one na trasie z Lublina do Zamościa oraz do Bełżca).
W roku 2017 przystanek obsługiwał 0–9 pasażerów na dobę. 11 grudnia 2022 roku zmieniono nazwę stacji na Krzak.